# Пекиша Вуксан
Петар Вуксан Пекиша (Почитељ, код Госпића, 29. јануар 1905 — Брезик, код Госпића, новембар 1941) био је учесник Шпанског грађанског рата и Народноослободилачке борбе и народни херој Југославије.

## Биографија
Рођен је 29. јануара 1905. године у селу Почитељу, код Госпића. Потиче из сиромашне сељачке породице. Још као младић отишао је у Француску да тражи посао.
У Француској се укључио у раднички покрет, а када је почео грађански рат у Шпанији, пријавио се као добровољац. По завршетку Шпанског грађанског рата, био је у концентрационим логорима по Француској, заједно с осталим добровољцима из Југославије.
У Југославију се вратио, 1941. године, и одмах се укључио у оружану борбу у Лици. Приликом стварања првих војних јединица у госпићком срезу, њему је поверена дужност политичког комесара Почитељске партизанске чете, а октобра 1941. године постављен је за команданта Трећег батаљона Првог личког партизанског одреда „Велебит“. Био је и члан Среског комитета КП Хрватске за Госпић.
Када је у јесен 1941. године дошло до сукоба између партизана и четника, Вуксан је био једна од првих четничких жртава. Почетком новембра 1941. године био је затечен и опкољен у једној кући у селу Брезик, под Велебитом. Погинуо је приликом покушаја да се пробије кроз четнички обруч.
У знак на сећања на свог команданта, Трећи батаљон Првог личког партизанског одреда, а касније Други батаљон Прве личке пролетерске бригаде, носио је његово име.
Указом председника Федеративне Народне Републике Југославије Јосипа Броза Тита, 27. новембра 1953. године, проглашен је за народног хероја.